# جيمس موس جونيور
جيمس سايل موس جونيور (3 أكتوبر 1903 - 19 يناير 1989)  كان دبلوماسيًا أمريكيًا وسفيرًا في عدة دول. 

## حياته
وُلد موس في موريلتون في أركنساس عام 1903. بعد الدراسة في معهد كنتاكي العسكري وتخرج في عام 1922 من جامعة ميسوري بعمر 18، تزوج من إليانور دنكان وود من ميسفيل في كنتاكي أيضًا في عام 1922. ثم انتقل إلى ليتل روك أركنساس ثم إلى مسقط رأسه لمدة خمس سنوات. في عام 1928 التحق بوزارة الخارجية.

## مسيرته
سيشمل عمله الدبلوماسي العالم رغم أنه يركز على الشرق الأوسط. أُعطيت سالونيك في اليونان له مهمة لأول مرة، حيث شغل منصب نائب القنصل هُناك. بعد ذلك بفترة وجيزة ذهب إلى باريس حيث درس اللغة العربية والأمهرية والفرنسية والتركية في المعهد الوطني للغات والحضارات الشرقية ولكن بحلول عام 1933 عاد إلى الشرق الأوسط مع تعيينه في بغداد. بعد أربع سنوات تم تعيينه في طهران، حيث وُلد طفله الأول هُناك. في عام 1942 أنجب طفله الثاني، إليانور دنكان وود موس (السيدة ويتوم).
في عام 1943، أصبح موس الممثل الأمريكي الثاني المعتمد لدى المملكة العربية السعودية (بعد بيرت فيش) كقائم بالأعمال، لكنه أول من يقيم رسميًا في جدة، حيث افتتح المندوب الأمريكي في 1 مايو 1943. خدم حتى منتصف عام 1944 على الرغم من بقائه مشاركًا في العلاقات السعودية الأمريكية حتى وقت لاحق من عام 1945 بما في ذلك المساعدة في ترتيب اللقاء بين ملك المملكة العربية السعودية وعبد العزيز بن سعود والرئيس فرانكلين روزفلت في خليج السويس في عام 1945 .
من منتصف عام 1945 إلى نهاية عام 1946، كان القائم بالأعمال في بغداد في العراق ثم في عام 1947 كان القائم بالأعمال في دمشق سوريا. خلال الفترة 1947-1952 كان مفتشًا في وزارة الخارجية. في عام 1952 تم تعيينه وزيرا ثم سفيرا في سوريا. في عام 1957، بعد انقلاب فاشل قامت به وكالة المخابرات المركزية للإطاحة بحكومة سوريا، طالب السوريون باستدعاء موس.  في عام 1958 تم تعيينه سفيرا للولايات المتحدة في السودان حيث خدم حتى عام 1962.
بعد تقاعده من الخدمة الخارجية في عام 1962، عمل موس لمدة عام كأستاذ بجامعة ماساتشوستس في أمهرست ماس. ثم عاد إلى منزل العائلة في Morrilton Ark ، وظل هناك حتى توفي في يناير 1989. توفيت زوجته، إليانور موس، بعد بضعة أشهر من وفاته.